# XIII Mystery
XIII Mystery – belgijska seria komiksowa, poboczny cykl serii XIII, stworzonej przez Jeana Van Hamme i Williama Vance’a. Ukazywała się od 2008 do 2024 nakładem wydawnictwa Dargaud. W Polsce dwa pierwsze tomy wydał Egmont Polska, a kolejne opublikowała oficyna Taurus Media. Każdy z tomów cyklu opowiada indywidualną historię postaci drugoplanowych z serii XIII.

## Tomy
| Tom | Tytuł i rok wydania polskiego | Tytuł i rok wydania oryginalnego | Autorzy |
| --- | ----------------------------- | -------------------------------- | --- |
| 1   | Mangusta (2008)               | La Mangouste (2008)              | scenariusz: Xavier Dorison, rysunki: Ralph Meyer                                                                             |
| 2   | Irina (2009)                  | Irina (2009)                     | scenariusz: Éric Corbeyran, rysunki: Philippe Berthet                                                                        |
| 3   | Little Jones (2015)           | Little Jones (2010)              | scenariusz: Yann, rysunki: Éric Henninot                                                                                     |
| 4   | Pułkownik Amos (2015)         | Colonel Amos (2011)              | scenariusz: Alcante, rysunki: François Boucq                                                                                 |
| 5   | Steve Rowland (2016)          | Steve Rowland (2012)             | scenariusz: Fabien Nury, rysunki: Richard Guérineau                                                                          |
| 6   | Billy Stockton (2016)         | Billy Stockton (2013)            | scenariusz: Laurent-Frédéric Bollée, rysunki: Steve Cuzor                                                                    |
| 7   | Betty Barnowsky (2017)        | Betty Barnowsky (2014)           | scenariusz: Sylvain Vallée, rysunki: Joël Callède                                                                            |
| 8   | Martha Shoebridge (2017)      | Martha Shoebridge (2015)         | scenariusz: Franck Giroud, rysunki: Colin Wilson                                                                             |
| 9   | Felicity Brown (2018)         | Felicity Brown (2015)            | scenariusz: Matz, rysunki: Christian Rossi                                                                                   |
| 10  | Calvin Wax (2018)             | Calvin Wax (2016)                | scenariusz: Fred Duval, rysunki: Michel Rouge                                                                                |
| 11  | Jonathan Fly (2019)           | Jonathan Fly (2017)              | scenariusz: Luc Brunschwig, rysunki: Olivier Ta (TaDuc)                                                                      |
| 12  | Alan Smith (2022)             | Alan Smith (2018)                | scenariusz: Daniel Pecqueur, rysunki: Philippe Buchet                                                                        |
| 13  |                               | Judith Warner (2018)             | scenariusz: Jean Van Hamme, rysunki: Olivier Grenson                                                                         |
| 14  |                               | Traquenards et Sentiments (2024) | scenariusz: Jean Van Hamme, rysunki: Iouri Jigounov, Joël Callède, Philippe Xavier, Alain Henriet, Gontran Toussaint, Mikaël |